# Microfilm

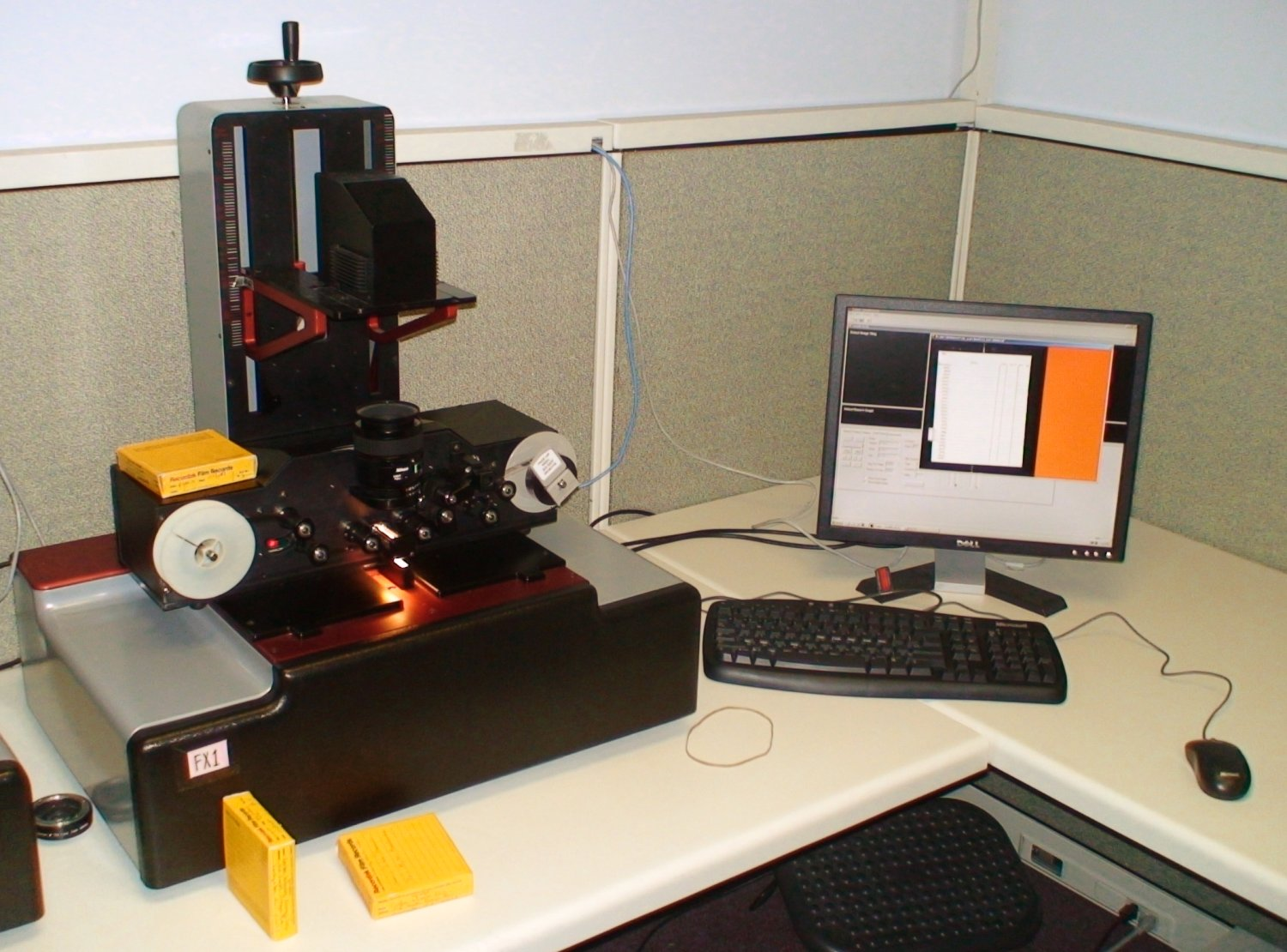
Scansione digitale di un microfilm

Un microfilm è un supporto analogico su pellicola che serve a conservare un documento in formato ridotto. Le immagini in microfilm di solito sono ridotte da 15 a 48 volte rispetto al documento originale. Il microfilm è usato sia al negativo per ricavare copie positive ingrandite, sia al positivo per la lettura diretta in un microlettore. Il documento viene letto da un microlettore. Per la lettura e la stampa di solito sono preferite le immagini in negativo, che appaiono con lo sfondo scuro.

## Storia ed utilizzo
L'uso del microfilm ha avuto luogo per la prima volta durante la guerra Franco-Prussiana del 1870-1871, poiché per le comunicazioni venivano usati i piccioni che non potevano trasportare carichi di documenti cartacei.
Negli anni ottanta del XX secolo, microfilmare documenti è divenuta la politica standard per le biblioteche e gli archivi, sia per una questione di spazi che per motivi di conservazione.
Dall'inizio dell'era digitale il microfilmare immagini è un sistema relativamente usato soprattutto per la registrazione archivistica delle informazioni di Ingegneria. Infatti, ad esempio, le illustrazioni di ingegneria industriale che riguardano aerei sono di norma su supporto microfilm.
La microfilmatura sta venendo progressivamente sostituita da più versatili, pratici e potenti dispositivi digitali.

## Vantaggi
Il mezzo presenta numerosi vantaggi rispetto ad altri supporti.
- È compatto e ha costi ben più ridotti di immagazzinamento che non i documenti di carta. Il suo formato è di norma ridotto da 15 a 48 volte rispetto ai materiali originali.
- È poco più costoso da distribuire che non la copia su carta ma la maggior parte dei distributori ottengono uno sconto all'ingrosso sui diritti di riproduzione ed hanno costi più bassi per la riproduzione rispetto ad una quantità paragonabile di carta stampata.
- È una forma archivistica stabile. La maggior parte del poliestere di uso delle bobine microfilm delle biblioteche con l'alogenuro d'argento ha una durata valutata in 500 anni in un ambiente con temperatura ed umidità controllata. Nei climi tropicali e con alta umidità, vi è possibilità dello sviluppo di un fungo che si nutre della gelatina usata per legare l'alogenuro di argento. Quindi, le stime basano la conservazione di tali supporti archivistici più bassa (20 anni) rispetto a quelli che usano il poliestere.
- Poiché è un sistema analogico (un'immagine reale dei dati originali), è facile da osservare. Diversamente dai mezzi digitali, la disposizione di dati è immediatamente comprensibile; l'unica apparecchiatura supplementare che è necessaria è una lente d'ingrandimento semplice. Ciò riduce la possibilità di obsolescenza del supporto.

## Svantaggi
- Lo svantaggio principale del microfilm è che spesso l'immagine è troppo piccola per potersi leggere ad occhio nudo. Le biblioteche devono usare i lettori speciali che proiettano le immagini 100% su uno schermo a superficie smerigliata.
- Un altro svantaggio è che una fotocopiatrice tradizionale non può riprodurre le immagini. Le biblioteche che usano il microfilm hanno spesso alcuni visori appositi che possono produrre una fotocopia di un'immagine.
- La leggibilità dei documenti sullo schermo del lettore di microfilm può essere nettamente peggiore rispetto al documento su carta.
- I documenti e il loro ordine all'interno della singola bobina non possono essere modificati senza rifare il microfilm. Questo penalizza la consultazione e la possibilità di riordinare i documenti.
- Come con il cartaceo, la consultazione danneggia progressivamente il supporto. Questo non succede con dati memorizzati digitalmente.
- I microfilm possono essere duplicati soltanto per un numero limitato di generazioni, mentre la copia di dati memorizzati digitalmente può essere indefinita.

## Lettori e stampanti
I lettori possono essere di due tipi: da tavolo e portatili.
- I lettori da tavolo presentano uno schermo traslucido sulla parte anteriore sul quale è proiettata l'immagine del microfilm. Possono offrire una scelta degli ingrandimenti;
- I lettori portatili sono dispositivi di plastica che si piegano per essere trasportati. Una volta aperti proiettano un'immagine delle microfiche sopra uno schermo riflettente.

La stampante di microfilm applica un processo di copiatura xerografico, come una fotocopiatrice. L'immagine da stampare è proiettata con movimento sincronizzato sopra al tamburo. Questi dispositivi offrono anche un'anteprima di stampa. Le stampanti di microfilm accettano solitamente pellicole negative o positive ma che danno in ogni caso stampe positive su carta (fondo bianco e scrittura nera).

## Supporti

### Pellicola piana
La pellicola piana da 105 x 148 mm è usata per le microfiche di illustrazioni di ingegneria molto grandi. Questi possono avere un titolo fotografato o scritto lungo un bordo. La riduzione tipica è circa 20 volte, rappresentando un'illustrazione che è di 2.00 x 2.80 tester, che è di 79 x 110 pollici. Queste pellicole sono immagazzinate come microfiche.

### Pellicola su bobina
In genere è usata una pellicola da 35 o da 16 millimetri. È normalmente non perforata.
La lunghezza standard per la pellicola su bobina è di 30.48 m. Una bobina da 35 millimetri può trasportare fino a 600 immagini di grandi illustrazioni di ingegneria o 800 immagini delle pagine del giornale di quotidiano di grande formato. Una bobina da 16 millimetri può trasportare 2400 immagini di formato letter in un unico flusso di micro immagini lungo la pellicola, in modo che le righe di testo siano parallele ai lati della pellicola; o 10000 piccoli documenti, come assegni o cedole di scommesse, con entrambi i lati degli originali regolati parallelamente sulla pellicola.

### Schede con apertura
Le schede con apertura (aperture cards) sono schede di Hollerith in cui è stato praticato un foro. Un fotogramma di microfilm da 35 millimetri è montato nel foro. La pellicola è fissata tramite un nastro adesivo che riduce un po' il formato del telaio confrontato alla pellicola sulla bobina.
Sono usate per le illustrazioni di ingegneria, e si stima che nelle biblioteche del mondo ci siano oltre 3 milioni di schede. Le schede di apertura possono essere immagazzinate in cassetti o nelle unità rotative indipendenti.

### Microfiche

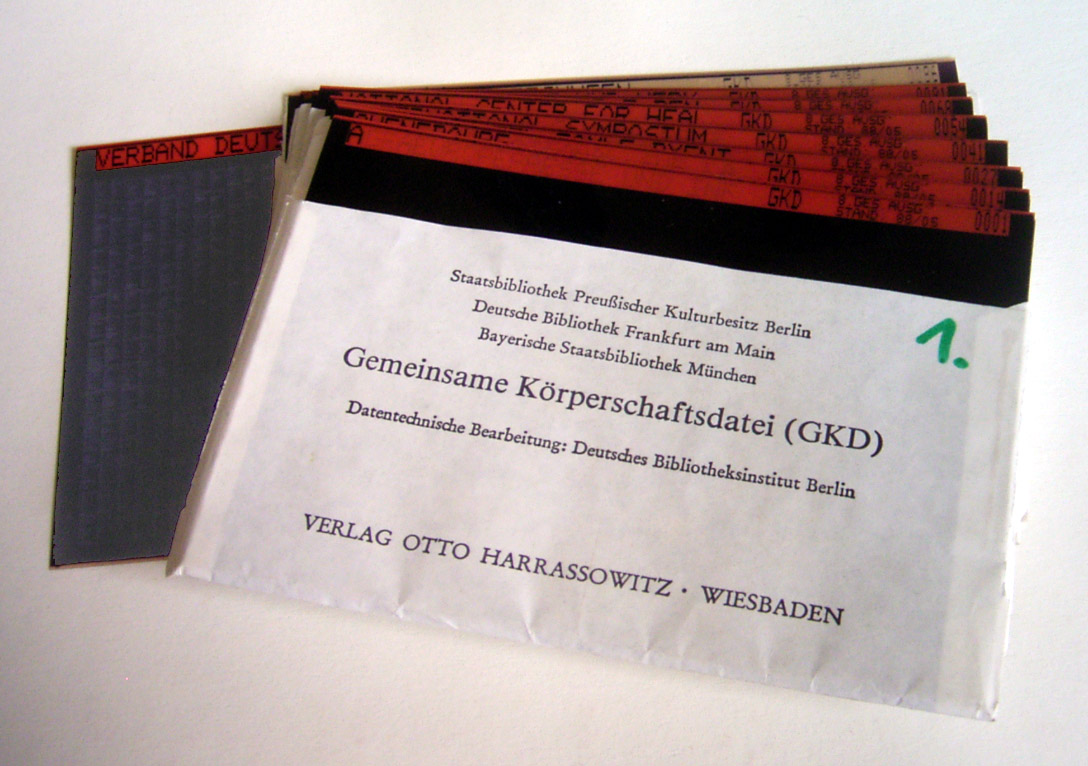
Microfiche di Gemeinsame Körperschaftsdatei (GKD), il file manager dei nomi di tutte le società tedesche.

Le microfiche (da pronunciarsi come in francese) sono pellicole piane del formato 105 x 148 millimetri, chiamato anche A6. Appaiono in forma di schede.  
Vi è memorizzata una tabella di immagini, in formato ridotto, di dati o documenti (o anche pagine di riviste). I documenti d'ufficio o le pagine di riviste richiedono una riduzione di 24 o di 25 volte. Le microfiche sono immagazzinate in buste senza chiusura; sono messe in cassetti o scatole come schede di archivio, o sono inserite nelle tasche in libri fatti apposta. 
Tutte le microfiche sono lette con testo parallelo al lato lungo della sezione. Le pagine possono essere orizzontali o verticali. Lungo la parte superiore della sezione un titolo può essere registrato per lettura diretta. Questo occupa spesso una fila che potrebbe essere usata per le immagini.

## Creazioni di immagini
Per generare i microfilm, occorre una macchina fotografica particolare montata con l'asse verticale sopra il documento da riprodurre. Alternativamente, può essere prodotto da uno scanner e un computer.

## Duplicazioni
La pellicola dell'alogenuro d'argento è una versione lenta della pellicola della macchina fotografica con superficie superiore robusta. È adatto a stampe o come stato intermedio da cui ulteriori stampe possono essere prodotte. Il risultato è una copia negativa.
La pellicola sensibilizzata per l'accoppiamento della tintura in ammoniaca dà le copie del positive della tintura di nero o dell'azzurro. La pellicola nera di immagine può essere usata per ulteriore copiatura.
La pellicola vescicolare è sensibilizzata con una tintura, che dopo l'esposizione è sviluppata da calore. Dove la luce ha colpito la pellicola, rimane il chiaro, nelle zone sotto l'immagine che scura il diazo residuo è distrutto rapidamente, scaricante milioni di minuscole bolle di azoto nella pellicola. Ciò produce un'immagine che diffonde la luce. Produce una buona apparenza nera in un lettore, ma non può essere usata per ulteriore copiatura.

## Formati di conversione
Queste conversioni possono essere applicate all'uscita della macchina fotografica o alle copie del rilascio. Le singole microfiche sono tagliate dai rotoli di una pellicola da 105 millimetri. È disponibile un dispositivo della parte superiore del banco per permettere ad un operatore di tagliare le strutture esposte della pellicola della bobina e di inserire questi nelle schede di apertura pronte.
I rivestimenti trasparenti sono fatti A5 formato ciascuno con 6 tasche in cui le strisce di una pellicola da 16 millimetri possono essere inserite, così generando le microfiche. L'apparecchiatura permette che un operatore inserisca le strisce da un rotolo della pellicola. Ciò è particolarmente utile poiché le strutture possono essere aggiunte in qualunque momento ad una sezione. Le tasche sono fatte usando una pellicola sottile in modo da potere fare i duplicati dalla sezione montata.

## Conversione digitale
Un altro tipo di conversione è dal microfilm al digitale. Ciò è fatto per mezzo di uno scanner speciale. In genere l'acquisizione avviene nel formato immagine tiff o JPEG.